# Madagaskardrongo
Madagaskardrongo (Dicrurus forficatus) är en fågel i familjen drongor inom ordningen tättingar.

## Utseende
Madagaskardrongon är en nästan helsvart drongo med blågrön glans och tydligt kluven stjärt. Från pannan sticker en tydlig tofs upp. Underarten på Anjouan i Komorerna är större och har bredare stjärtfjädrar.

## Utbredning och systematik
Madagaskardrongo delas in i två distinkta underarter:
- Dicrurus forficatus forficatus – förekommer på Madagaskar och Nosy Be
- Dicrurus forficatuspotior – förekommer på Anjouan (Komorerna)

DNA-studier visar att madagaskardrongon är närmast släkt med aldabradrongon (D. aldabranus), därefter mayottedrongon, dock mer avslägset släkt med karthaladrongon.

## Levnadssätt
Madagaskardrongon förekommer i all möjlig beskogad miljö, även savannartad terräng med enbart ett fåtal spridda träd. Den lever av ryggradslösa djur, vissa små ryggradsdjur och frukt. Fågeln lägger ägg mellan september och december på större delen av Madagaskar, troligen mestadels oktober-november, dock mellan oktober och början av mars på den torra sydöstra delen av ön. Arten är stannfågel.

## Status och hot
Artens populationstrend är oklar, men utbredningsområdet är relativt stort. Internationella naturvårdsunionen IUCN anser inte att den är hotad och placerar den därför i kategorin livskraftig. Världspopulationen har inte uppskattats men den beskrivs som vanlig i hela utbredningsområdet förutom de trädlösa områdena på Madagskars centrala platå.